# 阏父
閼父（？—？），《新唐书·宰相世系表》称他为遏父，商朝末年周朝初年人。
閼父出自媯姓，是虞舜之後裔，为周朝的陶正。周武王时他是担任陶正，主管制作陶器，周武王灭商后，以閼父的儿子胡公满为女婿，封为陈国国君。